# Charles Welti
Charles Welti, Taufname Karl August Welti (* 16. April 1868 in Aarburg; † 15. September 1931 ebenda) war ein Schweizer Maler, Radierer, Illustrator und Grafiker.

## Leben und Werk
Charles Welti war ein Sohn des Pfarrers Johann Heinrich Welti (1829–1906) und der Emma, geborene Kettiger (1835–1920). Sie war eine Tochter von Johannes Kettiger (1802–1869), Jugendschriftsteller, kantonaler Schulinspektor und Direktor des Lehrerseminar in Wettingen. Das Ehepaar zog 1861 nach Aarburg, wo es das Töchterinstitut von Nanette Schmitter übernahm.
Charles Welti zeichnete und malte seit seiner frühesten Kindheit. An der Kantonsschule in Aarau war er ein Schüler von Max Wolfinger. Zusammen mit seinem älteren Bruder Heinrich Welti (1859–1937) zog er im Frühjahr 1884 nach München. Heinrich Welti, Musikhistoriker und Musikkritiker, heiratete 1890 die Sängerin Emilie Welti-Herzog.
Charles Welti besuchte in München die Kunstgewerbeschule und bestand 1887 die Aufnahmeprüfung an der Akademie der Bildenden Künste. Dort studierte er in der Meisterklasse von Karl Raupp. Zusätzlich besuchte er Kurse bei Nikolaus Gysis.
Welti gehörte in München wie sein Vetter Albert Welti, Ernst Kreidolf, Emyl Keyser, Carl Theodor Meyer-Basel, Johann Burger, Giovanni Giacometti, Cuno Amiet, Franz Baur, Max Buri, Wilhelm Balmer, Emil Dill, Jakob Probst und Walter Mettler (1868–1942) zum «Schweizer Kreis». Nach der Rekrutenschule hielt sich Welti 1889 an der Académie Julian in Paris auf. Ab 1893 unternahm er zahlreiche Studienreisen. 
Charles Welti hielt sich zum Malen oft in Lenk im Simmental auf. Sein Schwager Oscar Zimmerli-Welti (1860–1928), der ein Sohn der Ida Pauline Zimmerli-Bäurlin war, besass dort ein Ferienhaus. Mitte der 1890er-Jahre trat Charles Welti erstmals mit Landschaftsbildern an die Öffentlichkeit. So 1896 an der Schweizerischen Landesausstellung in Genf, wo er mit seinem monumentalen Historienbild Am Sattel anno 1798 vertreten war. Im Juni 1898 stellte Welti zwei Werke im Berliner Kunstsalon von Fritz Gurlitt aus. 
Charles Weltis Atelier befand sich im grossen Landhaus in Aarburg, das seinem Schwager Adolf-Scheuermann-Welti gehörte. Vergebens beteiligte sich Welti mit Entwürfen für das neuerbaute Schweizerische Landesmuseum und für das Bundesgerichtsgebäude in Lausanne. Beide Entwürfe sind heute im Besitz des Heimatmuseums der Gemeinde Aarburg.
Ende der 1890er-Jahre führte ihn Albert Welti in die Radiertechnik ein. Welti war oft an den Viehmärkten von Zofingen und Olten anzutreffen war. Er fertigte unzählige Tierstudien, namentlich von Kühen, Pferden und Hunden an. Hinzu kamen zahlreiche Wildtierstudien. Für den Saal des Gasthof «Zum Bären» in Aarburg schuf er die Wand- und Deckenbilder. 
Charles Welti schuf zudem Plakate, Postkarten, Exlibris sowie Linolschnitte. Auch illustrierte er Kinder- und Märchenbücher, so das Buch von Anna Burg (1875–1950) Was Buben tun und leiden und das Buch von R. A. La Roches Traumland der Tiere. Der von ihm entworfene Glasscheiben-Zyklus von vier Bildern über die St. Hubertuslegende befindet sich heute in Aarburger Privatbesitz.
Charles Welti gründete 1904 zusammen mit Ernest Bolens, Max Burgmeier und Johann Jakob Wyss (1876–1936) die Sektion Aargau der Gesellschaft Schweizerischer Maler und Bildhauer (GSMB).
1917 stellt er seine Werke zusammen mit Augusto Giacometti, Max Oppenheimer, Reinhold Rudolf Junghanns, Louise Cathérine Breslau, Gertrud Escher, Rosa Paul, Fritz Voellmy und Ulrich Wilhelm Züricher im Kunsthaus Zürich aus. Auch nahm er regelmässig an den Turnusausstellungen des Schweizer Kunstvereins teil. Zwischen 1920 und 1930 malte Welti für das Apothekerhaus von Fritz Heitz Sujets auf das Holztäfer im Gang des ersten Stockwerks. Welti war ein äusserst selbstkritischer Künstler und introvertierter Mensch. Sein künstlerischer Erfolg blieb auf seine engere Aarburger Heimat beschränkt.
Anlässlich seines 60. Geburtstags fanden 1928 Ausstellungen in Basel und Aarau statt. 1929 folgte eine weitere Ausstellung in Aarburg. Im Frühjahr 1932 fand eine Gedenkausstellung im Kunstmuseum Olten statt. 1954 wurden Werke Weltis in der Jubiläumsausstellung der Sektion Aarau der GSMB gezeigt. Zu seinem 50. Todestag wurden 1981 fast hundert Gemälde, Landschaften und Bildnisse sowie sein umfassendes graphisches Werk im Gasthof «Zum Bären» gezeigt.